# Busto de Quetzalcóatl

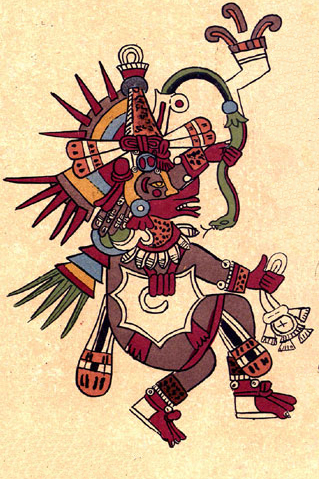
El dios Quetzalcóatl, representado en el Códice Borbónico.

El Busto de Quetzalcóatl fue elaborado por la cultura azteca/mexica entre los años 1325-1521, que fueron un pueblo indígena de filiación nahua que fundó México-Tenochtitlan y hacia el siglo XV en el periodo Posclásico tardío se convirtió en el centro de uno de los Estados más extensos que conoció Mesoamérica. 

## Historia
El busto representa al dios azteca, Quetzalcóatl, también llamado Tlahuizcalpantecuhtli: Serpiente de plumas preciosas, dios creador y patrono del gobierno, los sacerdotes y los mercaderes. Asociado con Ehécatl como viento divino. Uno de los cuatro hijos de la pareja primigenia.

## Características
- Altura: 32.5 centímetros.
- Ancho: 23 centímetros.
- Material: jade.

## Conservación
La pieza se encuentra expuesta de forma permanente en el Museo Británico de Londres, con el número de inventario AOA 1825.12-10.11, procedente de la Colección Bullock.